# Кастлвания
«Кастлва́ния» (англ. Castlevania) — американский мультсериал Уоррена Эллиса, основанный на видеоигре Konami Castlevania III: Dracula’s Curse 1989 года.
Премьера сериала состоялась на платформе Netflix 7 июля 2017 года. В тот же день сериал был продлён на второй сезон из 8 эпизодов, премьера которого состоялась 26 октября 2018 года. Вскоре после выпуска второго сезона сериал был продлён на третий сезон из 10 эпизодов, который появился на Netflix 5 марта 2020 года. 27 марта 2020 года было объявлено о продлении на четвёртый сезон. Премьера 4 сезона состоялась 13 мая 2021 года. Сериал завершился на 4 сезоне.
28 сентября 2023 года вышло продолжение сериала — « Кастлвания: Ноктюрн».

## Сюжет
Сериал рассказывает о Треворе Бельмонте (озвучен Ричардом Армитиджем), который защищает Валахию от Дракулы (озвучен Грэмом Мактавишем) и его приспешников.

## В ролях
- Ричард Армитидж — Тревор Бельмонт, последний оставшийся в живых член клана Бельмонтов, отлучённой от церкви семьи охотников на монстров.
- Джеймс Кэллис — Адриан Алукард Цепеш, дампир, сын Дракулы и Лизы Цепеш, который стремится защитить человечество от своего отца.
- Грэм Мактавиш — Влад Дракула Цепеш, вампир, поклявшийся отомстить человечеству за смерть своей жены Лизы. Призывает армию тьмы, чтобы уничтожить весь народ Валахии.
- Алехандра Рейносо — Сифа Белнадес, Говорящая и внучка Старейшины, владеющая мощной стихийной магией.
- Тони Амендола — Старейшина, лидер группы Говорящих в городе Грежите, с которыми сталкивается Тревор.
- Мэтт Фрюэр — Епископ, психопатический священнослужитель, который приказывает сжечь Лизу Цепеш за колдовство, позже становится епископом Грежита. (сезоны 1—2)
- Эмили Суоллоу — Лиза Цепеш, любимая жена Дракулы, сожжённая на костре из-за ложного обвинения в колдовстве.
- Тео Джеймс — Гектор, мастер ковки, которого Дракула призвал создать армию монстров для войны против человечества. Ненавидит людей, но из-за этого им легко манипулировать. (сезон 2—4)
- Адетокумбох М’Кормак — Айзек, мастер ковки и напарник Гектора, преданный сторонник Дракулы, который помогает ему создать армию. (сезон 2—4)
- Джейми Мюррей — Кармилла, вампирша, лидер Совета сестёр и член военного совета Дракулы, которая пытается свергнуть его. (сезон 2—4)
- Петер Стормаре — Гудбранд, вождь вампиров-викингов, которого Дракула призвал служить в войне против Валахии. (сезон 2)
- Джессика Браун Финдлей — Ленора, дипломат Совета Сестёр, имеет задание подчинить Гектора. (сезон 3—4)
- Ясмин Эл Массри — Морана, стратег Совета Сестёр. (сезон 3—4)
- Ивана Миличевич — Стрига, солдат Совета Сестёр. (сезон 3—4)
- Билл Найи — Сен-Жермен, путешественник, наводящий справки о монастыре Линденфельда. (сезон 3—4)
- Навид Негабан — Сала́, лидер монахов Линденфельда, который на самом деле стремится воскресить Дракулу. (сезон 3)
- Джейсон Айзекс — Судья, городской лидер Линденфельда, который стремиться поддерживать мир и порядок в городе. (сезон 3)
- Тору Учикадо — Така, охотник на вампиров из Японии, использует лук. (сезон 3)
- Рила Фукусима — Суми, охотница на вампиров из Японии, использует меч. (сезон 3)
- Барбара Стил — Миранда, старуха с магическими способностями, которая помогает Айзеку. (сезон 3)
- Лэнс Реддик — Капитан, капитан пиратов, друг и помощник Айзека. (сезон 3)

## Список эпизодов
| Сезон | Сезон | Эпизоды | Премьера сезона |
| ----- | ----- | ------- | --------------- |
|       | 1     | 4       | 7 июля 2017     |
|       | 2     | 8       | 26 октября 2018 |
|       | 3     | 10      | 5 марта 2020    |
|       | 4     | 10      | 13 мая 2021     |

### Сезон 1 (2017)
К могущественному Королю вампиров, Владу Цепешу, более известному как Дракула, обращается целительница Лиза. Она намерена обучиться передовым методам врачевания, считая расхожие средства отжившей стариной. В результате знакомства Влад проникается уважением и симпатией к Лизе, а позже женится на ней. Спустя несколько лет, вернувшись из добровольного странствия, Дракула узнает, что его жену казнили через сожжение на костре, ложно обвинив в ереси и занятиях колдовством. В ярости Король вампиров клянется отомстить и через год, собрав армию адских тварей, начинает карательный поход на Валахию. Достойный отпор темным существам может оказать только Тревор Бельмонт, последний представитель рода охотников на чудовищ, в прошлом попавших в немилость к церкви. В этой битве ему помогает Сифа Белнадес, чародейка из секты Сказителей, и, к неожиданности для всех, вампир Адриан Алукард Цепеш, решивший противостоять планам отца по геноциду человечества. 
| № общий | № в сезоне | Название                 | Режиссёр | Автор сценария | Дата премьеры |
| ------- | ---------- | ------------------------ | -------- | -------------- | ------------- |
| 1       | 1          | «Ведьма» «Witchbottle»   | Сэм Дитс | Уоррен Эллис   | 07 июля 2017  |
| 2       | 2          | «Некрополь» «Necropolis» | Сэм Дитс | Уоррен Эллис   | 07 июля 2017  |
| 3       | 3          | «Лабиринт» «Labyrinth»   | Сэм Дитс | Уоррен Эллис   | 07 июля 2017  |
| 4       | 4          | «Памятник» «Monument»    | Сэм Дитс | Уоррен Эллис   | 07 июля 2017  |

### Сезон 2 (2018)
| № общий | № в сезоне | Название                            | Режиссёр    | Автор сценария | Дата премьеры   |
| ------- | ---------- | ----------------------------------- | ----------- | -------------- | --------------- |
| 5       | 1          | «Военный совет» «War Council»       | Сэм Дитс    | Уоррен Эллис   | 26 октября 2018 |
| 6       | 2          | «Старые дома» «Old Homes»           | Спенсер Уон | Уоррен Эллис   | 26 октября 2018 |
| 7       | 3          | «Теневые битвы» «Shadow Battles»    | Адам Дитс   | Уоррен Эллис   | 26 октября 2018 |
| 8       | 4          | «Сломанная мачта» «Broken Mast»     | Сэм Дитс    | Уоррен Эллис   | 26 октября 2018 |
| 9       | 5          | «Последнее заклинание» «Last Spell» | Сэм Дитс    | Уоррен Эллис   | 26 октября 2018 |
| 10      | 6          | «Река» «The River»                  | Спенсер Уон | Уоррен Эллис   | 26 октября 2018 |
| 11      | 7          | «Ради любви» «For Love»             | Сэм Дитс    | Уоррен Эллис   | 26 октября 2018 |
| 12      | 8          | «Конец Времен» «End Times»          | Адам Дитс   | Уоррен Эллис   | 26 октября 2018 |

### Сезон 3 (2020)
| № общий | № в сезоне | Название                                                                     | Режиссёр             | Автор сценария | Дата премьеры |
| ------- | ---------- | ---------------------------------------------------------------------------- | -------------------- | -------------- | ------------- |
| 13      | 1          | «Благослови свои мёртвые сердечки» «Bless Your Dead Little Hearts»           | Сэм Дитс             | Уоррен Эллис   | 05 марта 2020 |
| 14      | 2          | «Возмещение моего сердца» «The Reparation of My Heart»                       | Сэм Дитс             | Уоррен Эллис   | 05 марта 2020 |
| 15      | 3          | «Следователи» «Investigators»                                                | Сэм Дитс             | Уоррен Эллис   | 05 марта 2020 |
| 16      | 4          | «У меня есть план» «I Have a Scheme»                                         | Сэм Дитс             | Уоррен Эллис   | 05 марта 2020 |
| 17      | 5          | «Престол цивилизации и изысканности» «A Seat of Civilisation and Refinement» | Сэм Дитс             | Уоррен Эллис   | 05 марта 2020 |
| 18      | 6          | «Хорошая мечта» «The Good Dream»                                             | Сэм Дитс и Адам Дитс | Уоррен Эллис   | 05 марта 2020 |
| 19      | 7          | «Хуже предательства» «Worse Things Than Betrayal»                            | Сэм Дитс             | Уоррен Эллис   | 05 марта 2020 |
| 20      | 8          | «Что приносит ночь» «What the Night Brings»                                  | Сэм Дитс             | Уоррен Эллис   | 05 марта 2020 |
| 21      | 9          | «Урожай» «The Harvest»                                                       | Сэм Дитс и Адам Дитс | Уоррен Эллис   | 05 марта 2020 |
| 22      | 10         | «Отказаться от всей надежды» «Abandon All Hope»                              | Сэм Дитс             | Уоррен Эллис   | 05 марта 2020 |

### Сезон 4 (2021)
| № общий | № в сезоне | Название                                                 | Режиссёр                   | Автор сценария | Дата премьеры |
| ------- | ---------- | -------------------------------------------------------- | -------------------------- | -------------- | ------------- |
| 23      | 1          | «Убийство активизирует его» «Murder Wakes It Up»         | Сэм Дитс                   | Уоррен Эллис   | 13 мая 2021   |
| 24      | 2          | «Обладать миром» «Having the World»                      | Сэм Дитс                   | Уоррен Эллис   | 13 мая 2021   |
| 25      | 3          | «Не останавливайся» «Walk Away»                          | Сэм Дитс                   | Уоррен Эллис   | 13 мая 2021   |
| 26      | 4          | «Пойти на жертвы» «You Must Sacrifice»                   | Сэм Дитс                   | Уоррен Эллис   | 13 мая 2021   |
| 27      | 5          | «Ты вернулся к жизни» «Back in the World»                | Сэм Дитс                   | Уоррен Эллис   | 13 мая 2021   |
| 28      | 6          | «Вы не достойны моей крови» «You Don't Deserve My Blood» | Сэм Дитс                   | Уоррен Эллис   | 13 мая 2021   |
| 29      | 7          | «Великое деяние» «The Great Work»                        | Сэм Дитс                   | Уоррен Эллис   | 13 мая 2021   |
| 30      | 8          | «Магия смерти» «Death Magic»                             | Сэм Дитс                   | Уоррен Эллис   | 13 мая 2021   |
| 31      | 9          | «Концовки» «The Endings»                                 | Сэм Дитс                   | Уоррен Эллис   | 13 мая 2021   |
| 32      | 10         | «Это была странная история» «It's Been a Strange Ride»   | Сэм Дитс и Аманда Шарен Б. | Уоррен Эллис   | 13 мая 2021   |

## Отзывы критиков
На сайте-агрегаторе Rotten Tomatoes первый сезон имеет рейтинг 83 % на основе 29 рецензий критиков со средним рейтингом 7.39/10. Проект является первой в истории сайта адаптацией видеоигры, которая получила «свежий» рейтинг.
На Metacritic сериал получил 71 балл из 100 возможных на основе 7 отзывов критиков.